# Медаль Шляйдена
Медаль Шляйдена — це премія Леопольдини з клітинної біології. Вона названа на честь Матіаса Якоба Шляйдена і вручається приблизно що два роки з 1955 року.

## Лауреати премії
- 1955 Еміль Гайц і Вільгельм Шмідт
- 1958 Альберт Фрей-Віслінґ
- 1961 Жан Браше і Ганс Бауер
- 1963 Карл Гьофлер
- 1966 Вольфґанґ Барґманн
- 1969 Вольфґанґ Беерманн
- 1973 Ірен Мантон і Торб'єрн Касперссон
- 1975 Вільгельм Бернгард
- 1977 Ернст Вольфарт-Боттерманн
- 1980 Карл Леннерт
- 1983 Берта Шаррер
- 1985 Джордж Е. Палейд
- 1987 Зденек Лойда
- 1989 Е. Ґ. Еверсон Пірс
- 1991 Пітер Сітте
- 1993 Готфрід Шац
- 1995 Філіп У. Гайц
- 1998 Аврам Гершко
- 1999 Вальтер Нойперт
- 2001 Кай Сімонс
- 2003 Арі Геленіус
- 2005 Вольфґанґ Баумайстер
- 2007 Олександр Варшавський
- 2009 Томас Кремер
- 2011 Том А. Рапопорт
- 2013 Інгрід Ґруммт
- 2015 Йоганнес Бухнер
- 2017 Ентоні Гайман
- 2019 Елена Конті
- 2021 Ніколаус Пфаннер
- 2023 Франц-Ульріх Гартль[1]

## Вебпосилання
- Офіційний вебсайт